# 广东环保集团
广东省环保集团有限公司，简称广东环保集团，是广东省以环境保护产业为主的省属国有企业，业务涉及环保工程规划、咨询、检测、设计、融资、建设、运营全链条，前身为成立于2000年的广东省广业集团有限公司。

## 历史
2000年9月8日，由原广东省冶金工业总公司、广东省建材工业总公司、广东省煤炭工业总公司、广东省纺织工业总公司、三联集团有限公司、中国南海石油联合服务总公司、广东省经协集团公司、广东省机电设备招标局，以及广东省6个部门转制合并组建而成的广东省广业资产经营有限公司正式挂牌运作。
2003年8月，广东省广星轻工集团公司、广远石化集团公司、科智机械集团公司3家企业划入广业公司，划出广东省广业冶金集团公司予韶关钢铁集团。
2004年8月，将“环保工程装备、清洁再生能源、新型高效材料和电子机械设备”确立为主业，2008年，进一步将环保产业、清洁能源确定为优先发展的两大主业。
2017年2月，更名为广东省广业集团有限公司。2021年3月，更名为广东省环保集团有限公司。

## 子公司
- 广东广咨国际投资咨询集团股份有限公司
- 广东省广业检验检测集团有限公司
- 广东省环保研究总院有限公司
- 广东省广业环保产业集团有限公司（原广东省轻纺工业厅、广东省环境工程装备总公司）
- 广东广业投资集团有限公司
- 广东南油控股集团有限公司（原中国南海石油联合服务总公司）
- 广东省广业环境建设集团有限公司
- 广东省广业装备制造集团有限公司（原广东省电子机械工业厅）
- 广东省广业绿色基金管理有限公司
- 广东宏大控股集团股份有限公司
- 广西粤桂广业控股股份有限公司（粤桂股份）
- 广东广业清怡食品科技股份有限公司（原广东省食品工业研究所）